# Australian Services
L'Australian Services fut, en 1945, une équipe de cricket composée de soldats australiens stationnés en Angleterre. Elle était constituée de joueurs du RAAF XI, déjà en Angleterre pendant la Seconde Guerre mondiale, et d'un groupe de soldats de l'Australian Imperial Force, venant d'Australie. Elle effectua des tournées en Angleterre, en Inde, à Ceylan et en Australie en 1945 et au début 1946.

## Constitution de l'équipe

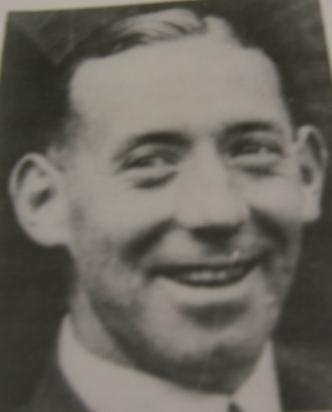
L'international Lindsay Hassett, capitaine de lAustralian Services.

Les joueurs de l'Australian Services sont stationnés ensemble délibérément en Angleterre dans le but de former une équipe de cricket qui effectuera une tournée dans ce pays. Le premier ministre australien John Curtin souhaite en effet que le cricket international reprenne rapidement après la guerre. L'équipe est officiellement une unité militaire, sous le commandement de son gardien de guichet, Stan Sismey.
Un seul des joueurs de l'équipe, le futur capitaine de l'équipe d'Australie Lindsay Hassett, a déjà joué en Test cricket, et le reste de l'équipe est composé principalement de joueurs du Sheffield Shield. Le futur grand joueur Keith Miller en fait partie. Il est à cette époque considéré comme un joueur prometteur de l'équipe de Victoria. La série de matchs jouée par l'Australian Services est considérée comme celle où il s'est révélé.
Graham Williams, le principal bowler de l'équipe, vient seulement d'être libéré d'un camp de prisonniers en Allemagne et pèse 31 kg de moins qu'avant la guerre. Entre deux overs, il est obligé de boire des verres d'eau et de glucose, mais quand il est incapable de lancer Miller prend sa place et démontre sa valeur en tant que pace bowler.

## Les «Victory Tests»

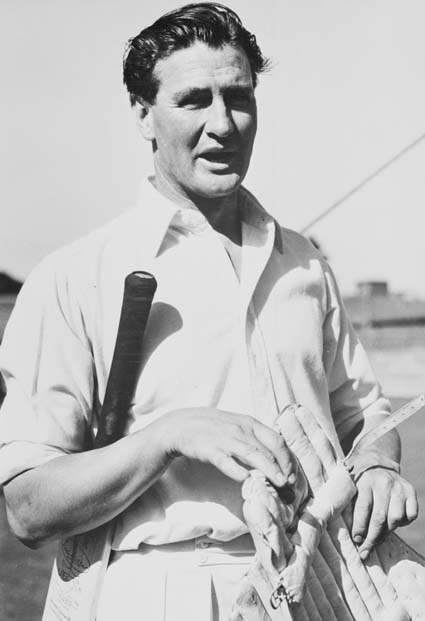
Avant de devenir l'un des meilleurs joueurs australiens, Keith Miller a fait partie de lAustralian Services.

Durant sa tournée en Angleterre, l'Australian Services dispute huit matchs entre le 19 mai, soit moins de deux semaines après la capitulation allemande du 8 mai 1945, et le 10 septembre, dont cinq sont joués contre l'équipe d'Angleterre et ont le statut de first-class. Parmi ces cinq matchs, l'équipe en remporte deux pour deux défaites et joue notamment trois fois à Lord's. Ces cinq matchs sont entrés dans l'histoire sous le nom de « Victory Tests ».

## Après les «Victory Tests»
Après les matchs en Angleterre, l'Australian Services est envoyée d'abord en Inde, entre octobre et décembre 1945, où elle dispute des matchs contre des équipes de first-class cricket. L'équipe y joue 7 matchs, n'en emportant qu'un seul pour une défaite et 5 draws. Elle se rend ensuite à Ceylanet y dispute et remporte un match de first-class cricket.
Les joueurs de l'Australian Services rentrent en Australie et y rencontrent les équipes de first-class cricket australiennes entre décembre 1945 et janvier 1946. Les matchs contre l'Australie-Occidentale, l'Australie-Méridionale, Queensland et la Tasmanie se terminent par des draws, tandis que les matchs face à Victoria et la Nouvelle-Galles du Sud sont perdus.
Parmi les joueurs de l'Australian Services, Lindsay Hassett et Keith Miller firent partie en 1948 de l'équipe d'Australie invaincue lors de sa tournée en Angleterre et connue sous le nom des « Invincibles ».